# FTPS
FTPS (abreviação de: FTP/SSL) é um nome usado para indicar que o software FTP proporciona uma transferência de arquivos segura. Envolve o uso de um protocolo FTP SSL/TLS de criptografia no controle de canais FTP. Muitos confundem este tipo de transferência com o SSH file transfer protocol (protocolo de transferência de arquivos SSH, ou FTP SSH).
Acessível pela porta TCP/UDP :990